# Honoré Langlé
Honoré François Marie Langlé (ur. 1741 w Monako, zm. 20 września 1807 w Villiers-le-Bel) – francuski kompozytor i teoretyk muzyki.

## Życiorys
W latach 1757−1764 studiował w Conservatorio della Pietà dei Turchini w Neapolu, gdzie jego nauczycielem był Pasquale Cafaro. Między 1765 a 1767 rokiem przebywał w Genui, gdzie zajmował się organizacją spektakli operowych i koncertów. W 1768 roku osiadł w Paryżu, gdzie nauczał gry na klawesynie. W latach 1774−1776 występował jako skrzypek w Concert Spirituel. W 1784 roku został nauczycielem śpiewu w prowadzonej przez François-Josepha Gosseka École royale de Chant et de Déclamation. W latach 1795−1802 był wykładowcą harmonii i bibliotekarzem w Konserwatorium Paryskim. Po przejściu na emeryturę zamieszkał w Villiers-le-Bel.
Skomponował m.in. opery Antiochus et Stratonice (wyst. Wersal 1786) i Corisandre, ou Les Fous par enchantement (wyst. Paryż 1791) oraz 6 symphonies op. 1 na 2 klarnety, 2 rogi i 2 fagoty (1782). W okresie rewolucji francuskiej pisał muzykę o charakterze patriotyczno-agitacyjnym, m.in. hymny Déclaration des droits de l’homme et du citoyen (1794), Romance sur la liberté des hommes de couleur (1794) i Hymne à la liberté (1795). Przyjaźnił się z włoskim tenorem Bernardo Mengozzim działającym w Opéra-Comique, po jego śmierci wydał napisany przez niego podręcznik śpiewu Méthode de chant du Conservatoire (1804).
Był autorem prac Traité d’harmonie et de modulation (1793, 2. wyd. 1797), Traité de la basse sous le chant précédé de toutes les règles de la composition (1798), Nouvelle méthode pour chiffrer les accords (1801) oraz Traité de la fugue (1805).